# 南蛇棒
南蛇棒（学名：Amorphophallus dunnii）是天南星科魔芋属的植物，是中国的特有植物。分布在中国大陆的云南、广西、湖南、广东等地，生长于海拔220米至800米的地区，常生于林中。